# Liberté (himno de Guinea)
Liberté (Libertad) es el himno nacional de Guinea desde su independencia en 1958. Fue compuesto por Fodeba Keita. El autor de la letra es desconocido.

## Letra en francés
Peuple d'Afrique !
Le Passé historique !
Que chante l'hymne de la Guinée fière et jeune
Illustre épopée de nos frères
Morts au champ d'honneur en libérant l'Afrique !
Le peuple de Guinée prêchant l'unité
Appelle l'Afrique.
Liberté ! C'est la voix d'un peuple
Qui appelle tous ses frères de la grande Afrique.
Liberté ! C'est la voix d'un peuple
Qui appelle tous ses frères a se retrouver.
Bâtissons l'unité africaine dans l'indépendance retrouvée.

## Letra en español
¡Pueblo de África!
¡El pasado histórico!
Que canta el himno de Guinea orgullosa y joven
¡Ilustre epopeya de nuestros hermanos
Muertos en el campo de honor liberando África!
El pueblo de Guinea predicando la unidad
Llama a África.
¡Libertad! Es la voz de un pueblo
Que llama a todos sus hermanos a encontrarse.
¡Libertad! Es la voz de un pueblo
Que llama a todos sus hermanos de la gran África.
Construyamos la Unidad Africana en la independencia recobrada.